# Boninella hirsuta
Boninella hirsuta är en skalbaggsart som först beskrevs av Nobuo Ohbayashi 1976.  Boninella hirsuta ingår i släktet Boninella och familjen långhorningar. Inga underarter finns listade.